# Cavan (Côtes-d'Armor)
Cavan é uma comuna francesa na região administrativa da Bretanha, no departamento Côtes-d'Armor. Estende-se por uma área de 16,36 km². Em 2010 a comuna tinha 1 606 habitantes (densidade: 98,2 hab./km²).